# 벤투라 로드리게스역
벤투라 로드리게스 역(스페인어: Ventura Rodríguez)은 마드리드 지하철 3호선의 역이다. 마드리드 센트로 구와 몽클로아아라바카 구 사이에 걸쳐 있으며, 프린세사 거리와 벤투라 로드리게스 거리가 만나는 교차로 지하에 자리잡고 있다. 요금구역상으로는 A구역에 속한다.

## 역사
역 자체는 1930년대 말에 완공되었으나, 실제 영업은 1941년 7월 15일에 들어갔다. 역명은 마드리드 출신의 건축가 벤투라 로드리게스에서 유래하였다.
2003년부터 2006년까지 3호선이 대대적 리모델링 공사를 진행하면서 이 역도 관련 공사를 거치게 되었다. 기존에 있던 출구 하나 외에 다른 하나를 더 내고 엘레베이터를 설치하였으며, 승강장 벽면은 푸른색 판으로 마감하고 역 주변 지역의 건물 사진과 글귀를 적어 장식하였다.

## 환승 정보
역 주변에 시내버스 정류장이 두 곳 있다.
버스
- 시내버스
  - 1, 2, 44, 74, 133, C1, C2번 노선 (주간)
  - N21번 노선 (야간)

지하철
| 마드리드 지하철                    | 마드리드 지하철       | 마드리드 지하철     |
| ---------------------------------- | --------------------- | ------------------- |
| 플라사 데 에스파냐 비야베르데 알토 | 마드리드 지하철 3호선 | 아르궤예스 몽클로아 |